# Фонд соціального страхування України
Фонд соціального страхування України — колишній державний цільовий фонд, що керував загальнообов'язковим державним соціальним страхуванням в Україні від нещасного випадку, у зв'язку з тимчасовою втратою працездатності та медичним страхуванням, провадив акумуляцію страхових внесків, контроль за використанням коштів, фінансував виплати за цими видами страхування тощо.
З 1 січня 2023 року в Україні триває реорганізація системи соціального страхування — Фонд соціального страхування України передав свої завдання і функції до Пенсійного фонду.

## Законодавчий статус
Фонд утворюється згідно з новою редакцією Закону України «Про загальнообов'язкове державне соціальне страхування», прийнятою у зв'язку з реформою соціального страхування та легалізації фонду оплати праці.
Фонд є некомерційною самоврядною організацією, що діє на підставі статуту, який затверджується його правлінням.
Управління Фондом здійснюється на паритетній основі державою, представниками застрахованих осіб і роботодавців. Безпосереднє управління Фондом здійснюють його правління та виконавча дирекція.
Кошти Фонду, в основному, формуються за рахунок страхових внесків страхувальників та застрахованих осіб.
Кошти Фонду використовуються на:
1. виплату матеріального забезпечення, страхових виплат та надання соціальних послуг, фінансування заходів з профілактики страхових випадків;
2. фінансування витрат на утримання та забезпечення діяльності Фонду, розвиток та функціонування інформаційно-аналітичних систем Фонду;
3. формування резерву коштів Фонду.

## Утворення
Фонд утворюється шляхом злиття Фонду соціального страхування від нещасних випадків на виробництві та професійних захворювань України та Фонду соціального страхування з тимчасової втрати працездатності.
Робочі органи виконавчої дирекції Фонду утворюються таким само шляхом.
Фонд соціального страхування України та його робочі органи є правонаступниками вказаних вище фондів та їх робочих органів.
3 квітня 2015 відбулося перше (установче) засідання правління Фонду соціального страхування України, на якому були прийняті рішення, а саме: сформовано персональний склад правління Фонду; обрані голова правління Фонду та його заступники; затверджено Статут Фонду; інше.
Наприкінці 2015 року Фонд зареєстровано в ЄДР. Код ЄДРПОУ — 40210180.
Змінами до законодавства передбачено, що виконавчі дирекції фондів-попередників припиняються, а робочі органи ФССУ створюються до 1 лютого 2017 року.
8 лютого 2017 року на засіданні правління Фонду затверджено структуру органів ФСС, структуру його виконавчої дирекції; утворено робочі органи виконавчої дирекції Фонду та їх відділення; вирішені інші питання, необхідні для початку діяльності.
28 грудня 2022 року Кабмін України ухвалив рішення припинити діяльність Фонду, приєднавши його до Пенсійного фонду України.

## Керівництво
Першим головою правління Фонду був Олег Борисович Шевчук (квітень 2015 — квітень 2017).
Голова правління Фонду — Котик Євген Дмитрович (Перший заступник Міністра соціальної політики України).
Заступники голови правління Фонду:
від роботодавців — Скібінський Ернест Володимирович;
від сторони застрахованих осіб — Саєнко Володимир Володимирович.
Директор виконавчої дирекції Фонду — Михайленко Тетяна Олександрівна.

## Регіональні відділення
Робочими органами виконавчої дирекції Фонду є управління виконавчої дирекції Фонду у всіх регіонах України.